# Прибужское Полесье
Прибу́жское Поле́сье — республиканский ландшафтный заказник в Беларуси, созданный в 2003 году в южной части Брестского района. В настоящее время площадь заказника превышает 17 тыс. га. В 2004 году на базе заказника решением Брестского облисполкома объявлен биосферный резерват «Прибужское Полесье», площадь которого значительно превышает размер заказника и составляет свыше 48 024 га. С 2012 года биосферный резерват «Прибужское Полесье» является белорусской частью международного трансграничного биосферного резервата «Западное Полесье», расположенного на стыке границ Беларуси, Польши и Украины. Он стал четвёртой в мире трёхсторонней (созданной при участии трёх стран) охраняемой природной территорией. 

## История и краткое описание
Территория резервата расположена в Брестском и Малоритском районах Брестской области, в бассейне реки Западный Буг в западной части Белорусского Полесья и является частью Малоритской водно-ледниковой равнины. Он был создан в 2003 году как республиканский ландшафтный заказник «Прибужское полесье» площадью в 7950 га, а в 2012 году — включён в состав международного трансграничного биосферного резервата «Западное Полесье» на стыке границ Беларуси, Польши и Украины. «Прибужское полесье» стало четвёртой в мире трёхсторонней (созданной при участии трёх стран) охраняемой природной территорией и первой таковой на равнинных территориях. Общая площадь резервата составляет свыше 48 024 га, из них 27 тыс. гектар покрыты лесами. На его территории находятся 30 населённых пунктов, в которых проживает около 8 тысяч человек.
Резерват был создан для восстановления и сохранения естественных экосистем, поддержания биоразнообразия, научной, рекреационной и просветительской работы.
В 2012 году в рамках проекта Программы развития ООН «Повышение экологической информированности молодёжи через учреждение и развитие Зелёных школ в Беларуси» в стране были открыты пять эколого-просветительских центров, в том числе в деревне Леплевка — на территории резервата «Западное Полесье».
15 марта 2018 года Совет Министров утвердил новые границы заказника «Прибужское Полесье», увеличив его площадь до 17230 га.

## Ландшафт
В пределах резервата выделяются четыре типа ландшафта: аквальный, полого-волнистой моренной равнины, плоско-волнистой водно-ледниковой равнины, пойменной и надпойменной террас.
Крупнейшей рекой резервата является Западный Буг, её притоки — Копаювка, Середовая речка, Спановка, Прырва. В 1960—1970-х годах русла большинства из них были спрямлены для мелиорации. В «Прибужском Полесье» также находятся свыше 130 озёр, 7 из которых — большие непойменные, 10 родников, а также 3 комплекса прудов — Страдечские, Домачевские и Комаровские.
Территория «Прибужского Полесья» характеризуется высоким разнообразием биотопов: здесь расположены континентальные дюны с булавоносцевыми и полевицевыми лугами, естественные эвтрофные озёра с растительностью союзов Potamogeton perfoliatus или Hydrochartion, гипсо-карстовые озёра, заиленные речные отмели с растительностью Chenopodion rubric spp. и Bidentoin spp., различные виды лугов, западная тайга, фенноскандинавские гемибореальные естественные старые широколиственные леса (с дубом, липой, клёном, ясенем или вязом), насыщенные эпифитами, аллювиальные леса с ольхой чёрной и ясенем обыкновенным, и другие.

## Флора
Согласно геоботаническому районированию, территория резервата относится к Бугско-Полесскому округу подзоны широколиственно-сосновых лесов, зоны смешанных лесов. Наиболее широко представлена лесная растительность. Преобладают сосновые леса — к ним относятся более 70 %, 13 % занимают черноольшаники, 10 % — березняки, 2 % — дубравы, 1 % — ельники, менее 1 % занимают ясеневые леса, осинники, ивняки, кленовники и грабняки.
Флора «Прибужского Полесья» включает свыше 1109 видов сосудистых растений, из них 800 видов — высших. 55 видов включены в Красную книгу Республики Беларусь.
«Прибужское Полесье» — единственное в Европе место произрастания чистоуста величавого, а также единственное известное место произрастания в Белорусском Полесье щитолистника обыкновенного. На территории резервата зарегистрированы редкие виды орхидей: венерин башмачок, дремлик тёмно-красный, ладьян трёхнадрезный, пальчатокоренник майский, тайник яйцевидный, пыльцеголовник красный.

## Фауна
В резервате зарегистрированы 241 вид птиц, 63 вида млекопитающих, свыше 18 тыс. видов беспозвоночных и 7 видов пресмыкающихся.
Наиболее изученной группой являются позвоночные животные, которых в «Прибужском Полесье» известно 310 видов. Из 58 видов рыб и рыбообразных, обитающих в стране, здесь представлено 40 видов. Здесь отмечены все 7 белорусских видов рептилий и все 13 белорусских видов земноводных, а также 18 тысяч видов беспозвоночных.
Наиболее богата и разнообразна орнитофауна: на территории резервата встречается 241 вид птиц, и более 170 из них гнездится. Наиболее многочисленны представители отрядов воробьинообразных — 99 видов, ржанкообразных — 40, гусеобразных — 26, соколообразных— 19, дятлообразных — 10.
Ко включённым в третье издание Красной книги Республики Беларусь видам, обитающим на территории резервата, относятся 59 видов птиц, 10 видов млекопитающих, 13 видов земноводных, 7 видов пресмыкающихся, 4 вида рыб и около 30 видов беспозвоночных животных, включённых.
«Прибужское Полесье» называют коридором пополнения фауны Беларуси: в 2000-е годы в нём появился серый ушан, в 2010-х — золотистый шакал, а в мае 2021 года здесь впервые за последние 150 лет был замечен бурый медведь.

## Туризм
На территории резервата созданы две экотропы: «Лесная речка» и «Межозёрная», 3 велосипедных маршрута («Зелёный серпантин», «Тайны Белого озера», «Домачево — место трёх культур»), 2 водных маршрута («Тайнами угриного пути» и «Янтарный путь»). «Янтарный путь» является частью древнего пути «из варяг в греки». На территории «Прибужского Полесья» расположены также 9 археологических памятников каменного века и выдающиеся образцы полесского зодчества — деревянные церкви XII—XIII веков в деревнях Черск, Дубок и Медно. Ежегодно в резервате проводится фестиваль «Тайны Прибужского Полесья» — экологопросветительское мероприятие, призванное развивать и воспитывать бережное отношение к природе.
Максимальная площадь земель резервата, которую можно подвергнуть антропогенной трансформации под рекреационные нужды, составляет 36 га. Основным туристическим местом является озеро Белое, на котором располагаются несколько баз отдыха. Летом 2012 года количество отдыхающих на нём составило 3700 человек, что, по расчётам учёных, чуть меньше максимально допустимого количества.

## Галерея

«Прибужское
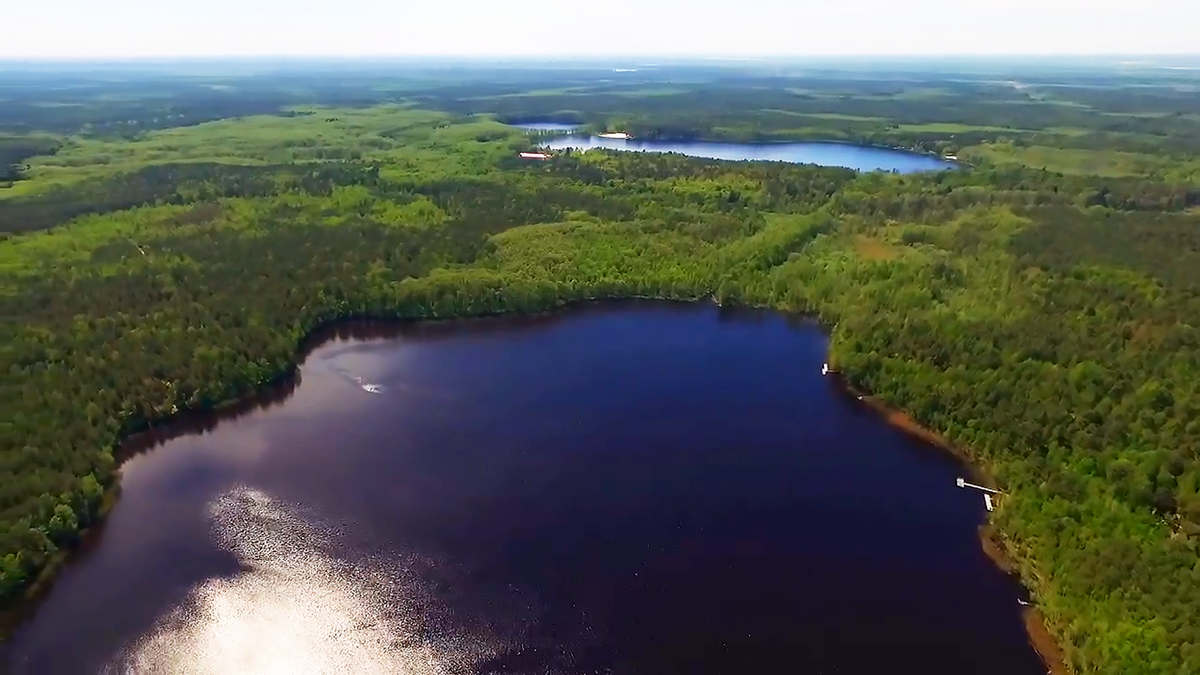
Брестская группа озёр
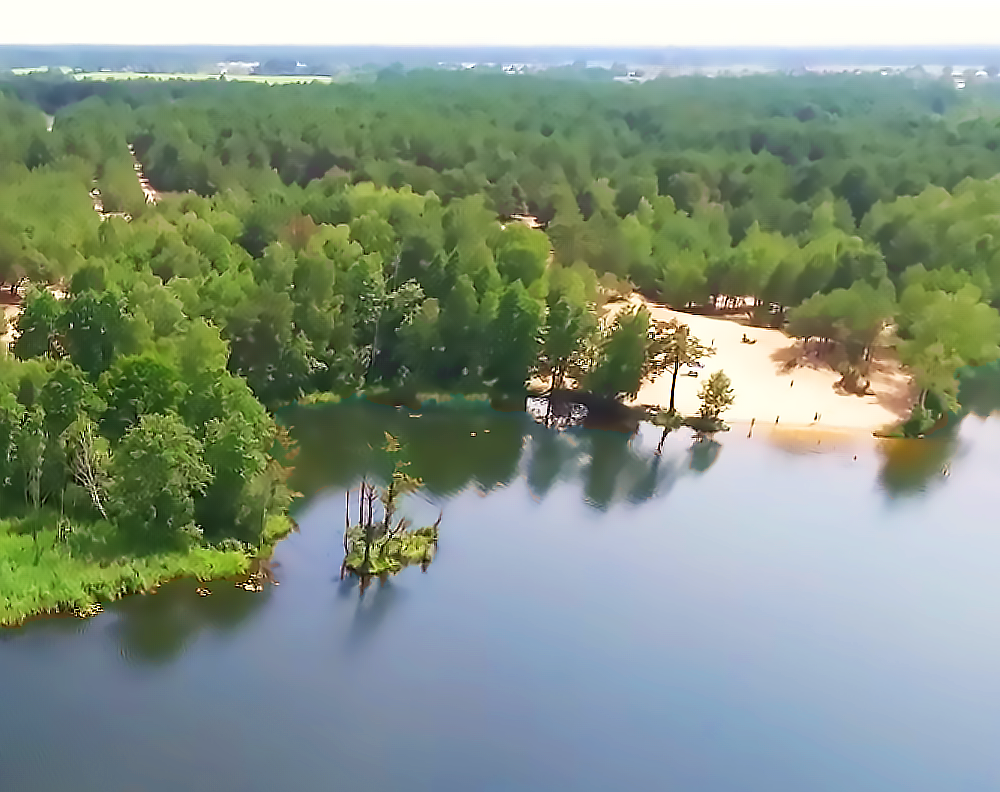
Вид на Страдечский пляж и остров с высоты
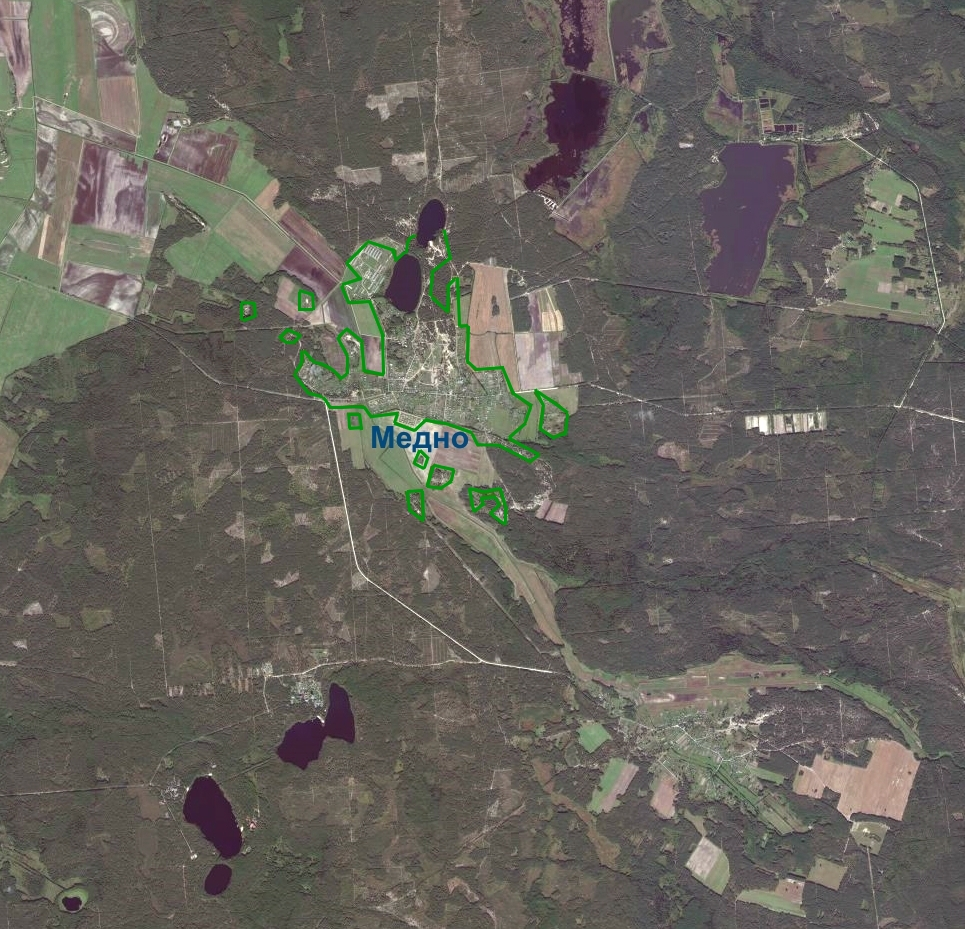
Медно и окрестности в пределах территории «Прибужского Полесья»